# 切爾尼卡鄉
44°25′31″N 26°16′32″E / 44.42523°N 26.27556°E
切爾尼卡鄉（羅馬尼亞語：Comuna Cernica, Ilfov），是羅馬尼亞的鄉份，位於該國南部，由伊爾福夫縣負責管轄，面積38平方公里，海拔高度49米，2007年人口9,559，人口密度每平方公里252人。